# Guerra civile in Georgia
La guerra civile in Georgia è stata una sequenza di conflitti inter-etnici e intra-nazionali che ha avuto luogo nelle regioni dell'Ossezia del Sud (1988-1992) e dell'Abcasia (1992-1993), come pure dal violento colpo di Stato militare del 21 dicembre 1991 - 6 gennaio 1992 contro il primo Presidente della Georgia democraticamente eletto, Zviad Gamsakhurdia e la sua successiva rivolta nel tentativo di riguadagnare il potere (1993).
Mentre la ribellione di Gamsakhurdia fu alla fine domata, i conflitti nell'Ossezia del Sud e nell'Abcasia risultarono de facto una secessione di entrambe le regioni dalla Georgia ed entrambi i conflitti perdurarono, con occasionali recrudescenze.

## Conflitti etnici
I movimenti separatisti della minoranza etnica – principalmente da parte di osseti e abcasi, richiedevano un più pieno riconoscimento nel nuovo ordine agli inizi degli anni '90. Rivendicando le sue prerogative nazionali nuovamente guadagnate, la Georgia replicava con tentativi militari, reprimendo energicamente il separatismo. Il 5 gennaio del 1991 la Guardia Nazionale della Georgia entrò a Tskhinvali, capitale dell'Ossezia del Sud combattendo dentro e intorno alla città. Il primo conflitto georgiano-osseto fu la prima maggiore crisi che il governo di Gamsakhurdia si trovava a fronteggiare.
Al tempo della dissoluzione dell'Unione Sovietica, il governo degli Stati Uniti riconosceva come legittimi i confini della regione stabiliti nel pre-patto Molotov-Ribbentrop del 1933 (il governo di Franklin D. Roosevelt stabilì relazioni diplomatiche con il Cremlino alla fine di quell'anno). A causa di ciò, l'amministrazione di George H. W. Bush sostenne apertamente la secessione delle RSS baltiche, ma prendendo in considerazione le questioni relative all'indipendenza e ai conflitti territoriali di Georgia, Armenia, Azerbaigian e il resto del Transcaucaso — che furono parte integrante dell'URSS insieme ai confini internazionali immutati fin dagli anni '20 — come affari interni sovietici.

## Inquietudine civile

La parte russa del Caucaso settentrionale

L'attività dell'opposizione contro il governo di Zviad Gamsakhurdia causò un'acuta disputa politica, che presto ebbe una ripercussione violenta con la caduta del 1991. In seguito alla repressione della polizia di una grande dimostrazione dell'opposizione a Tbilisi, il 2 settembre, molti oppositori furono arrestati e i loro uffici saccheggiati e i giornali a essi favorevoli vennero chiusi. La Guardia Nazionale della Georgia, la forza paramilitare maggiore della regione si divise in due, una fazione favorevole e una contraria a Gamsakhurdia. Anche un'altra potente organizzazione paramilitare, il Mkhedrioni condotta da Jaba Ioseliani, si schierò a fianco dell'opposizione.
Le manifestazioni e gli edifici barricata segnarono i successivi tre mesi. Il 22 settembre, ci furono i primi morti a Tbilisi, mentre due giorni dopo venne dichiarato lo stato d'emergenza. Il 4 ottobre i gruppi favorevoli all'opposizione assaltarono i sostenitori di Gamsakhurdia, dei quali uno rimase ucciso. Nel tardo ottobre del 1991, la maggior parte della leadership del Partito Democratico Nazionale dell'opposizione (DPN), condotto da Giorgi Chanturia, venne arrestata. Seguì una situazione di stallo poiché i sostenitori armati del leader della precedente Guardia Nazionale Tengiz Kitovani si ritirarono nella periferia di Tbilisi dove rimasero fino al dicembre inoltrato del 1991, quando la lotta per il potere venne ad intensificasi con l'opposizione che reclamava il fatto che il presidente Gamsakhurdia non lasciasse nessuna possibilità ad una risoluzione pacifica della crisi.

## Colpo di Stato
Il 20 dicembre 1991, i combattenti di Kitovani ritornarono alla carica per iniziare l'assalto finale contro Gamsakhurdia. Gli oppositori armati liberarono Jaba Ioseliani, il leader di "Mkhedrioni", facendo inoltre barricate nel centro di Tbilisi. Il 22 dicembre, i ribelli si impadronirono di molti edifici pubblici, attaccando il palazzo del parlamento dove Gamsakhurdia e i suoi sostenitori mantenevano la posizione. Simultaneamente, i ribelli che già controllavano la maggior parte della città, brutalmente soppressero le proteste pro-Gamsakhurdia dentro e fuori Tbilisi, facendo fuoco sulla folla, uccidendo e ferendo molte persone.
Il 6 gennaio 1992, il presidente Gamsakhurdia con altri membri del suo governo furono costretti a fuggire prima in Armenia e poi in Cecenia, da dove condussero una forma di governo in esilio per i successivi 18 mesi.
Dopo molti giorni di combattimento la strada principale della città, Viale Rustaveli, venne distrutto e almeno 113 persone uccise.

## Resistenza "zviadista"
Dopo il riuscito colpo di Stato, venne istituito nella Georgia un governo ad interim insieme al Consiglio Militare. Inizialmente venne condotto dal triumvirato di Jaba Ioseliani, Tengiz Sigua e Tengiz Kitovani, ma presto venne insediato da Eduard Shevardnadze, il primo leader comunista che ritornò a Tbilisi nel marzo del 1992. Le elezioni del 1992 confermarono Shevardnadze come presidente del parlamento e capo di Stato.
Zviad Gamsakhurdia, nonostante la sua assenza, continuava a godere di un sostanziale sostegno in Georgia, specialmente nelle aree rurali e nella sua regione di origine, Samegrelo, nella Georgia occidentale. I sostenitori del presidente espulso, gli "zviadisti," replicarono al golpe con spontanee dimostrazioni per le strade, brutalmente soppresse dalle nuove forze governative e gruppi paramilitari. Scontri tra le forze pro e contro Gamsakhurdia continuarono per tutto il 1992 e il 1993 con i sostenitori di Zviad Gamsakhurdia che presero prigionieri gli ufficiali del governo e le forze governative per ritorsione attuarono incursioni e rappresaglie. Uno dei più gravi incidenti accaduti a Tbilisi il 24 giugno 1992, quando i sostenitori armati di Gamsakhurdia si impadronirono del centro della televisione di stato. Tuttavia, vennero spazzati via nel giro di poche ore dalla Guardia Nazionale.
Gli "zviadisti" armati effettivamente impedirono alle forze del nuovo governo di ottenere il controllo di Samegrelo, la regione nativa di Gamsakhurdia, che divenne la roccaforte dei sostenitori del presidente estromesso. Numerosi atti di violenza e atrocità commessi dal Mkhedrioni e dalle forze governative in questa regione contribuirono ad un ulteriore confronto tra la popolazione locale e il regime di Shevardnadze.
In seguito al colpo di Stato e agli scontri armati nella Georgia occidentale, Aslan Abashidze, il leader della provincia autonoma sud-occidentale di Agiaria, chiuse la frontiera amministrativa impedendo ad entrambe le forze contendenti di penetrare in territorio agiario. Questo regime semi-separatista assolutista di Abashidze stabilito nella regione venne a creare problemi a lungo termine nelle relazioni tra il governo regionale e il governo centrale della Georgia.

## Ossezia meridionale e Abcasia
Nel febbraio del 1992, il combattimento si aggravò nell'Ossezia del Sud, con coinvolgimenti sporadici dei russi. Per fronteggiare l'instabilità interna e il caos politico, Shevardnadze scese a negoziare onde evitare un confronto con la Russia. Venne concordato un cessate il fuoco il 14 luglio del 1992, e iniziava così l'operazione per il mantenimento della pace, costituita da una Commissione di Controllo unita, insieme al pattugliamento militare russo, georgiano – osseto.
Nell'estate del 1992, le tensioni in un'altra regione secessionista, l'Abcasia, stavano innescando un altro conflitto su vasta scala. Il 14 agosto le forze georgiane entrarono in Abcasia per disarmare le milizie separatiste. Il 17 settembre del 1993 i separatisti, con il supporto dei russi e di miliziani ceceni guidati da Šamil' Basaev, riuscirono a prendere la capitale Sukhumi dopo un feroce combattimento. La sconfitta militare della Georgia venne seguita dalla pulizia etnica della maggioranza georgiana in Abcasia. La guerra produsse approssimativamente 20 000 morti da entrambe le parti, e circa 260 000 rifugiati e lo spostamento interno di persone.

## La guerra civile del 1993
Durante la guerra abcasa, il ruolo della milizia di Vakhtang (Loti) Kobalia, la maggiore forza sostenitrice del primo presidente, continuava ad essere attiva, combattendo nei pressi del villaggio di Tamish in Abcasia e giocando un ruolo importante nello sconfiggere i commando abcasi del Caucaso settentrionale. Questo fatto venne stimato da Shevardnadze come "l'inizio di una riconciliazione nazionale". Nello stesso tempo, fervevano le loro attività in anticipo sulla caduta di Sukhumi e il malcontento popolare riguardo alla politica di Shevardnadze che essi pensavano di seguire (come affermavano apertamente). Il 9-10 luglio, 72 deputati del precedente Consiglio Supremo che erano stati espulsi nel gennaio del 1992 tennero una seduta a Zugdidi, proclamando in quel luogo la "restaurazione del governo legittimo". La radiodiffusione sul loro canale TV divenne molto frequente. Dal luglio all'agosto la milizia di Kobalia stabilì effettivamente il suo controllo in una parte significativa della provincia di Samegrelo.
Nel settembre del 1993 Zviad Gamsakhurdia sfruttò il combattimento in Abcasia per rientrare nella città di Zugdidi, nella Georgia occidentale, e ottenne il sostegno dei georgiani della regione di Samegrelo. Sebbene con il suo ritorno Gamsakhurdia inizialmente rappresentasse un rischio per le forze georgiane dopo il disastro abcaso, egli effettivamente disarmò parte delle truppe georgiane che si ritiravano dalla regione separata, stabilendo il suo controllo sull'importante zona di Samegrelo. L'avanzata dell'ex-presidente spinse Shevardnadze ad unirsi alla Comunità degli Stati Indipendenti- CSI -, ricorrendo inoltre all'aiuto militare russo. Nella metà di ottobre l'ausilio delle armi russe, la sicurezza della linea di approvvigionamento e l'assistenza tecnica si risolsero contro Gamsakhurdia. Il 20 ottobre, circa 2000 soldati russi si mossero per proteggere le ferrovie georgiane.
Il 22 ottobre del 1993, le forze governative lanciarono un'offensiva contro i partigiani ribelli di Gamsakhurdia condotti dal colonnello Loti Kobalia e insieme ai militari russi occuparono la maggior parte della provincia di Samegrelo. Le forze dell'ex-presidente contrattaccarono il 27 ottobre. La dura lotta si concentrò intorno alle città di Khobi e Senak'i. Il 2 novembre, in seguito a un accordo tra Eduard Shevardnadze e il comandante in capo della flotta del Mar Nero, l'ammiraglio E. Baltin, le unità della flotta russa sbarcarono a Poti per consolidare il controllo del governo sull'importante porto aiutando a ristabilire così l'ordine nella città. Il 4 novembre le forze del governo irruppero attraverso le linee difensive delle milizie zviadiste ed entrarono a Zugdidi senza combattere il 6 novembre. Insieme alle sue guardie del corpo Zviad Gamsakhurdia si rifugiò nelle foreste inseguito dalle forze governative, morendo verso la fine di dicembre in circostanze poco chiare. Più tardi venne riferito che Gamsakhurdia si era suicidato il 31 dicembre, in un villaggio di Jikhashkari (regione di Samegrelo). La rivolta venne soffocata e il territorio venne devastato dai paramilitari pro-governativi. Negli anni successivi, molti leader zviadisti furono arrestati.

## Postumi del conflitto
La guerra civile produsse un decennio di instabilità politica e una permanente crisi finanziaria, economica e sociale. La situazione iniziò a stabilizzarsi nel 1995. Tuttavia, gli  "zviadisti" radicali organizzarono diversi atti di terrorismo e sabotaggio. Essi furono accusati di un tentato assassinio del presidente Eduard Shevardnadze il 9 febbraio del 1998. Pochi giorni dopo, i sostenitori del precedente primo presidente rapirono quattro osservatori delle Nazioni Unite a Zugdidi, nella loro zona di controllo, nella Georgia occidentale. Alcuni dei rapitori si arresero, ma Gocha Esebua, il capo della squadra zviadista, riuscì a scappare, venendo poi ucciso il 31 marzo in una sparatoria con la polizia.
Il 18 ottobre del 1998, ci fu una tentata rivolta condotta dal colonnello Akaki Eliava, ex ufficiale zviadista, nei pressi di Kutaisi, la seconda città più grande della Georgia. Dopo il fallimento dell'ammutinamento, Eliava e i suoi seguaci si nascosero nelle foreste di Samegrelo, procurando continui  problemi al governo fino a che nel 2000 non venne ucciso dagli ufficiali della sicurezza.
Il 26 gennaio del 2004, il nuovo presidente eletto Mikhail Saakashvili ufficialmente riabilitò Gamsakhurdia per risolvere gli effetti politici che perduravano riguardo alla sua destituzione, in uno sforzo di "mettere fine alla disunione nella nostra società", come Saakashvili poi fece. Egli liberò anche 32 sostenitori di Gamsakhurdia ancora in prigione arrestati dal governo di Shevardnadze nel 1993-1994.
Nonostante progressi politici significativi, la Georgia ha dovuto ancora affrontare le istanze di indipendenza dell'Abcasia e dell'Ossezia del Sud che minacciavano la stabilità e l'integrità del paese. L'8 agosto del 2008 il presidente Saakashvili mise in campo le truppe georgiane dell'Ossezia del Sud in un tentativo di schiacciare le forze separatiste supportate da Mosca. La Russia reagì mandando la 58ª armata in Ossezia del Sud, ufficialmente per difendere i cittadini russi che risiedevano lì, e così l'11 agosto del 2008 scoppiò la guerra tra Russia e Georgia, con l'aviazione russa che bombardò il territorio georgiano per pregiudicarne la forza offensiva, mentre le truppe di terra attaccarono la città di Gori. Il 15 agosto venne firmato l'accordo per il cessate il fuoco, dopo il quale la Russia ha unilateralmente riconosciuto l'indipendenza delle due repubbliche secessioniste e ha installato presidi militari permanenti, in una mossa che de facto ha tolto alla Georgia la loro sovranità.